# Albert Singer
Albert Singer (né le 23 novembre 1869 à Munich, mort le 20 mars 1922 à Schliersee) est un peintre allemand, connu pour ses peintures d'animaux, de chasse et de paysages.
Fils d'un sculpteur sur bois, Albert Singer a étudié à l'Académie des beaux-arts de Munich, où il fut l'élève de Johann Caspar Herterich (de), Otto Seitz (en) et Sándor Wagner.
Il est le père de Rolf Singer, mycologue.